# To Hell with the Devil
To Hell with the Devil (рус. В Ад Дьявола) — третий студийный альбом американской глэм-метал/христианской метал группы Stryper вышедший в 1986 году. Альбом стал наиболее успешным релизом группы и был номинирован на Грэмми. Главная песня альбома — To Hell with the Devil стала визитной карточкой группы и её самой известной песней. Помимо этого, это первый альбом группы достигший платинового статуса и первый достигший подобного статуса в христианском метале вообще. На данный момент является самым продаваемым альбомом христианского метала за всю историю жанра.
Альбом занял 88-е место в книге 2001 года CCM Presents: The 100 Greatest Albums in Christian Music. В этой книге он единственный альбом в жанре хэви-метал. В то же время To Hell with the Devil был упомянут как один из лучших альбомов глэм-метала в книге Sound of the Beast: The Complete Headbanging History of Heavy Metal.

## Об альбоме
На оригинальной обложке были изображены ангелы которые бросали дьявола в огненную яму. Подобное изображение вызвало спор и было решено заменить обложку. На новой обложке было изображено лого группы с её названием в центре и названием самого альбома внизу, написанное немецким шрифтом.

## Рецензии
Алекс Хэндерсон с сайта Allmusic отметил что почти полное отсутствие христианского рока на светской сцене в то время, позволило Stryper с этим альбомом стать очень заметными среди других глэм-метал групп. В целом он похвалил альбом за хорошие динамические метал-песни с заметным влиянием южного рока. Но вместе с этим, он раскритиковал группу за «раздражающие» баллады, которые по его мнению портят впечатление от других песен, а также за возросшую религиозность лирики.

## Список композиций
Слова и музыка всех песен — Stryper.
| №   | Название                 | Длительность |
| --- | ------------------------ | ------------ |
| 1.  | «Abyss»                  | 1:21         |
| 2.  | «To Hell with the Devil» | 4:08         |
| 3.  | «Calling on You»         | 3:59         |
| 4.  | «Free»                   | 3:44         |
| 5.  | «Honestly»               | 4:10         |
| 6.  | «The Way»                | 3:37         |
| 7.  | «Sing-Along Song»        | 4:21         |
| 8.  | «Holding On»             | 4:16         |
| 9.  | «Rockin' the World»      | 3:30         |
| 10. | «All of Me»              | 3:11         |
| 11. | «More Than a Man»        | 4:35         |

## Участники записи
- Майкл Свит — вокал, гитара
- Роберт Свит — ударные
- Оз Фокс — соло-гитара, бэк-вокал
- Тим Гейнс — бас-гитара, бэк-вокал